# El Último Tour Del Mundo
El Último Tour Del Mundo és el tercer àlbum d'estudi en solitari i el quart en general del traper i cantant de Puerto Rico Bad Bunny. Va ser llançat el 27 de novembre de 2020 per «Rimas Entertainment», només nou mesos després del seu anterior disc YHLQMDLG, que va aconseguir tant l'èxit comercial com l'aclamació de la crítica. Amb un contingut de setze pistes, és un àlbum principalment de trap llatinoamericà i reggaeton fusionat amb una varietat d'estils de música rock, i presenta col·laboracions com a convidats com Jhay Cortez, Rosalía i Abra. El títol de l'àlbum es refereix a com Bad Bunny va imaginar com seria la seva última gira de concerts, com ell va imaginar la seva última gira l'any 2032. L'àlbum va ser escrit i gravat durant la quarantena COVID-19 i és una sortida de l'agressiu so reggaeton de Bad Bunny. Es va convertir en el primer àlbum en llengua castellana a arribar al número 1 en el Billboard 200 dels Estats Units.

## Senzills i promoció
El dia 30 d'octubre de 2020, Bad Bunny va estrenar el senzill "Dákiti", en col·laboració amb Jhay Cortez. Va ser la única cançó del disc publicada abans de l'estrena del disc complet. El 26 de novembre, Bad Bunny va publicar el tracklist i la portada del disc i va anunciar que arribaria a les plataformes digitals el dia següent.
El 27 de novembre, el mateix dia en què El Último Tour del Mundo va arribar a les plataformes digitals, Bad Bunny va publicar el videoclip oficial de "Yo Visto Así", que comptava amb l'aparició de diverses celebritats com Karol G, Sech, Ruby Rose, Sofia Vergara o Ricky Martin. El tercer videoclip oficial del disc va ser per a "Hoy Cobré", estrenat el dia 11 de desembre. Aquest video comptava amb la participació del raper estatunidenc Snoop Dogg. El 2 de gener del 2021, Bad Bunny publicava el videoclip de "Booker T".
El dia 14 de febrer va publicar el videoclip oficial de la seva col·laboració amb Rosalia "La Noche de Anoche". La setmana següent, tots dos artistes van presentar la cançó per primera vegada en directe al programa de televisió estatunidenc Saturday Night Live. El 24 de desembre, Bad Bunny va publicar el videoclip de "Te Deseo Lo Mejor", en col·laboració amb la sèrie d'animació Els Simpsons.

## Reconeixements
El Último Tour del Mundo va obtenir quatre nominacions a la 22ena edició dels Latin Grammys, en les següents categories: àlbum de l'any, millor àlbum de música urbana, millor cançó de rap (per "Booker T") i millor cançó urbana (per "Dákiti"). Va ser el premiat en les categories del millor àlbum de música urbana i el de millor cançó de rap.
També va guanyar a la categoria de millor àlbum de música urbana a la 64ena edició dels premis Grammy.